# جوس فان امدن
جوس فان امدن (بالهولندية: Jos van Emden)‏ مواليد 18 فبراير 1985 في سخيدام، هولندا، هو دراج هولندي في صنف سباق الدراجات على الطريق.

## سجل النتائج

### سباقات أو مراحل فاز بها
- بطولة العالم لسباق الدراجات على الطريق

### المراكز
- حقق المركز الـ 5 في طواف إينكو 2011

## وصلات خارجية
- الموقع الرسمي

## روابط خارجية
- جوس فان امدن على موقع الاتحاد الدولي للدراجات (الإنجليزية)
- جوس فان امدن على موقع أرشيف الدراجات (الإنجليزية)
- جوس فان امدن على موقع إحصائيات الدراجات الإحترافية (الإنجليزية)
- جوس فان امدن على موقع نسبة الدراجات (الإنجليزية)
- جوس فان امدن على موقع CycleBase (الإنجليزية)
- جوس فان امدن على موقع eWRC-results.com (الإنجليزية)
- لمحة عن جوس فان امدن  على موقع ProCyclingStats  -  (برو  سايكلنج  ستاتس) - إحصاءات  محترفي  الدراجات.